# Lijst van vegetarische festivals

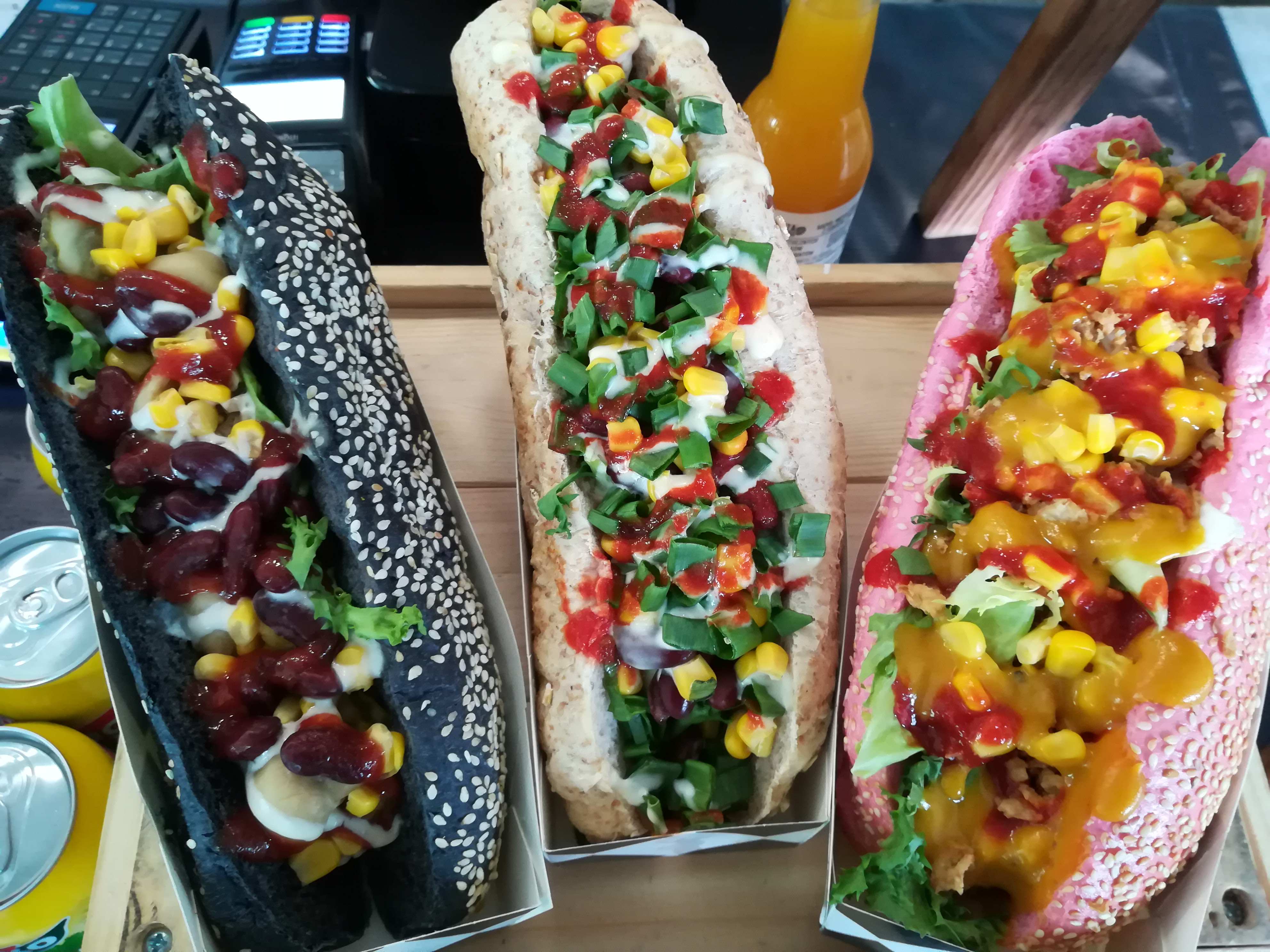
Vegetarisch Culinair Festival in Poznań (2019)

Vegetarische en vegan(istische) festivals worden over de hele wereld gehouden om veganisme en/of vegetarisme in de samenleving te bevorderen en ter ondersteuning en verbinding van individuen en organisaties die veganisme of vegetarisme praktiseren, bevorderen of aanbevelen. Veel van deze evenementen zijn tegelijkertijd foodfestivals en/of muziekfestivals en kunnen ook edutainment (educatieve entertainment) bevatten.

## Lijst
Dit is een lijst van bekende vegetarische of vegan festivals.

### Internationaal

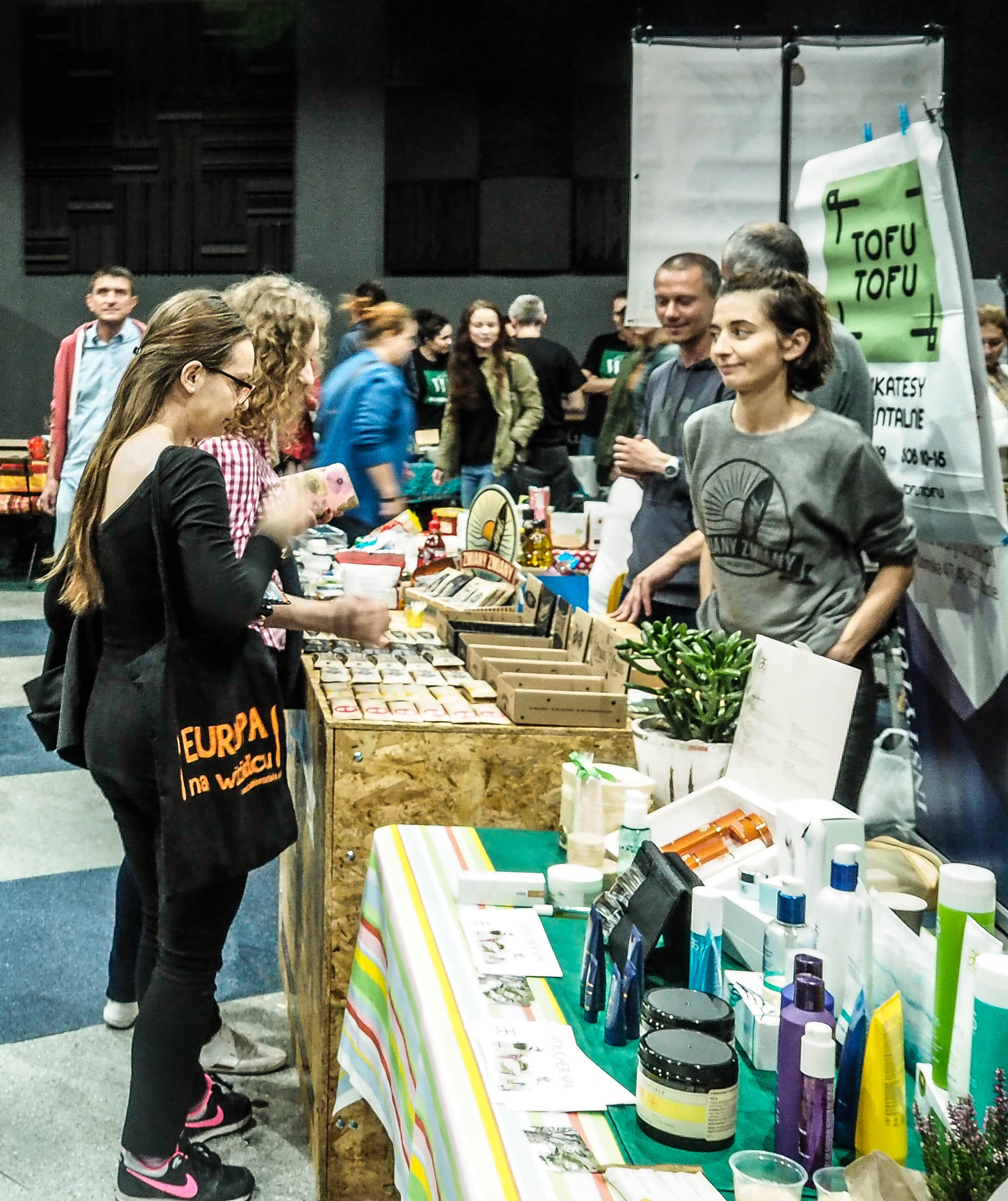
Verkopers op een Veganmania-festival in Opole in 2016

Sommige vegetarische en vegan festivals worden gehouden in meerdere landen en meerdere keren per jaar. Dit zijn onder meer:
- Veganmania
- VeggieWorld
- Veggie Pride

Daarnaast zijn er verschillende vegetarische of vegan festivals die zichzelf 'VegFest' noemen, maar deze lijken geen internationale banden met elkaar te hebben.

### Canada
- Edmonton, Alberta. De eerste Edmonton VegFest werd gehouden op 30 september 2018 in de Ritchie Community League Hall en Outdoor Park. De toegang was gratis. De non-profitorganisatie die dit jaarlijkse evenement coördineerde en organiseerde, was Vegans and Vegetarians of Alberta.[1]
- Peterborough (Ontario). VegFest Peterborough wordt sinds 2017 gehouden in het Millennium Park.[2]
- Toronto, Ontario. De Toronto Vegetarian Food Fair is sinds 1985 gehouden in Toronto aan het Harbourfront. Rond 2005 trok het jaarlijks 15.000 tot 20.000 bezoekers.[3]

### Duitsland
In Duitsland worden er Veganmania-festivals gehouden in:
- Iserlohn[4]
- Regensburg. De eerste editie in 2014 trok meer dan 5.000 bezoekers.[5]
- Würzburg[6]

VeggieWorld-festivals worden gehouden in:
- Berlijn. VeggieWorld Berlijn werd voor het eerst gehouden in 2015 met 55 stands; dat aantal groeide uit tot 130 stands in 2019. De editie van 2019 trok 10.000 bezoekers.[7]
- Düsseldorf. In 2019 werd de 5e editie gehouden.[8]
- Wiesbaden (2011–2020). Van 2011 tot 2020 zijn er 10 edities van VeggieWorld gehouden in Wiesbaden; de laatste trok 13.000 bezoekers.[9] De volgende editie is gepland voor 2021 in Frankfurt am Main.[9]

Andere festivals:
- Het Veganes Sommerfest is een driedaags vegan foodfestival dat plaatsvindt op de Alexanderplatz in Berlijn, georganiseerd door ProVeg International, Berlin Vegan en de Albert Schweitzer-stichting. De editie van 2019 bevatte ongeveer 100 informatie- en verkoopkramen.[10]

### Frankrijk

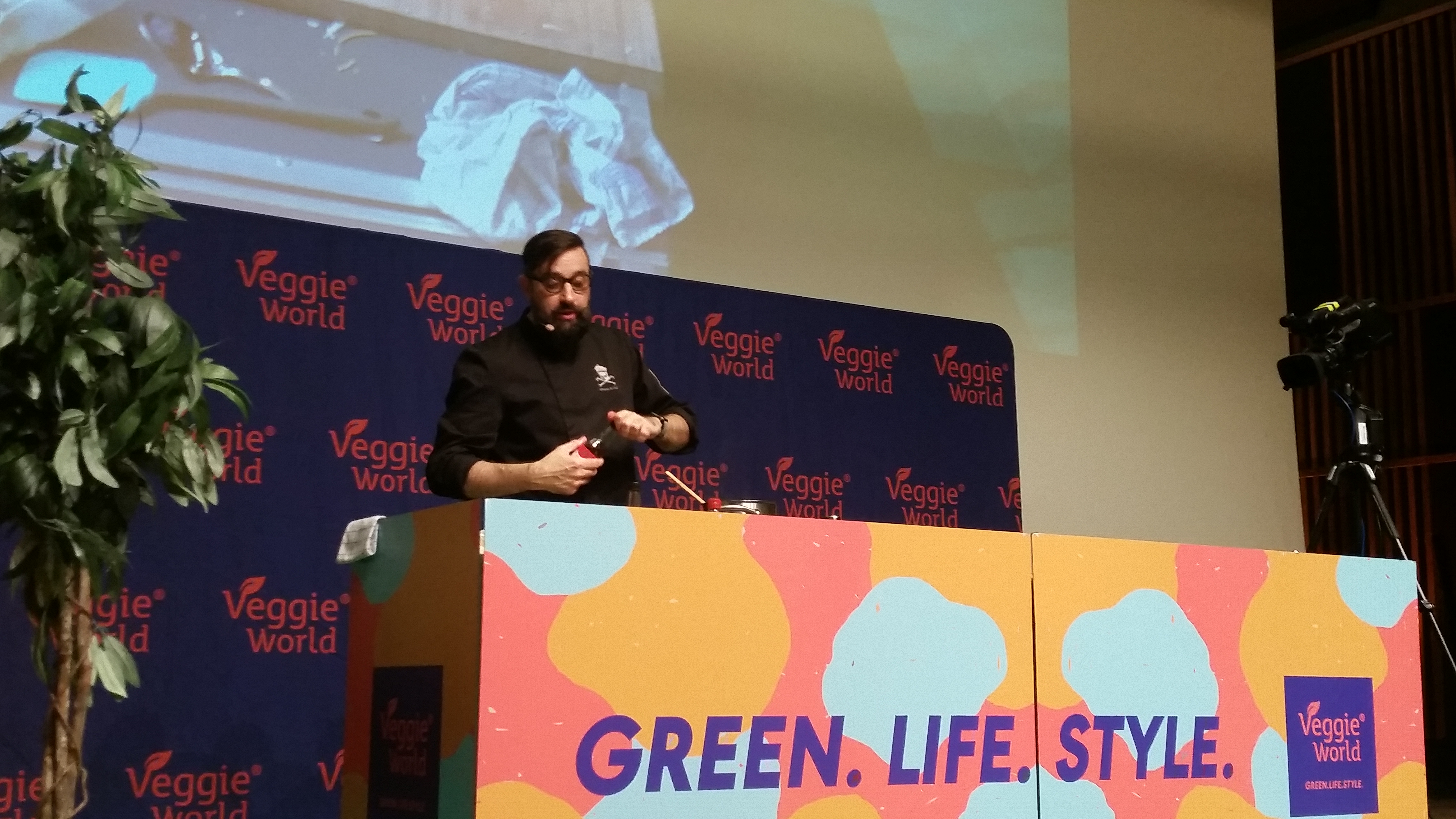
Live kookdemonstratie op VeggieWorld Parijs 2019

In Frankrijk worden er VeggieWorld-festivals gehouden in:
- Lyon. 3e editie gehouden in 2019.[11]
- Parijs. VeggieWorld Parijs 2019 was de 7e Parijse editie en trok meer dan 8.000 bezoekers, 14% meer dan de 6e.[12]

### Kroatië
In Kroatië worden Veganmania-festivals gehouden in:
- Zagreb. Officieel ZeGeVege Festival genoemd, jaarlijks gehouden sinds 2008, georganiseerd door Prijatelji životinja ('Dierenvrienden')[13]

### Nederland

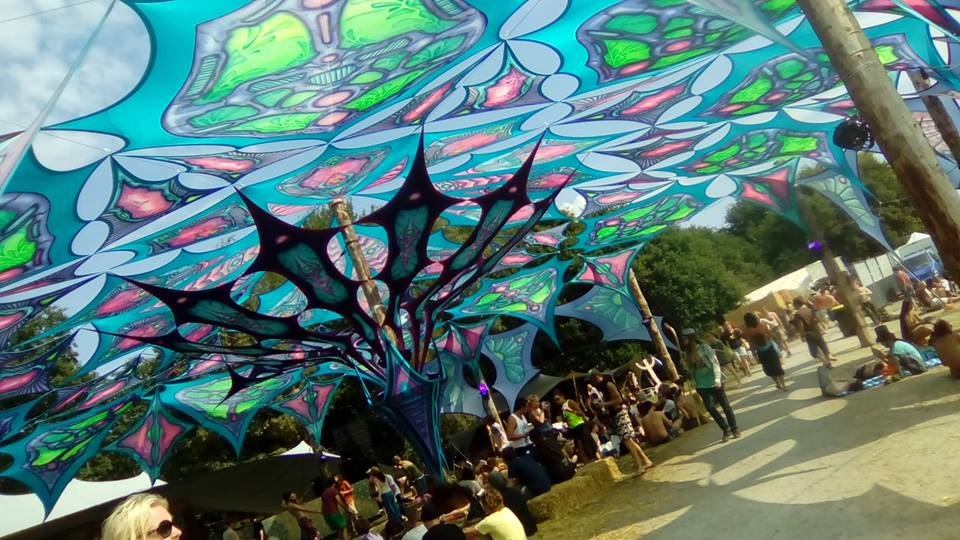
Psy-Fi in Leeuwarden in Nederland

De volgende festivals in Nederland richten zich op de vegetarische en veganistische voeding, gemeenschap en activisme:
- VeggieWorld in utrecht, sinds 2016, vegan.[14] De editie van 2020 trok 9.000 bezoekers.[15]
- VegFest in Utrecht, sinds 2014, vegan[16]
- Veggie Fair in Lisserbroek, sinds 2013, vegetarisch[17]

De volgende Nederlandse muziekfestivals hebben de bewuste keuze gemaakt om geen vlees te verkopen op het festivalterrein:
- Digital Festival (DGTL) in Amsterdam (sinds 2016);[18][19]
- Lente Kabinet in Oostzaan (sinds 2018);[19]
- Festival Milkshake in Amsterdam (sinds 2018);[18][19] en
- Psy-Fi in Leeuwarden (sinds 2019).[20]

Organisatoren gaven aan dat zij gemotiveerd werden door duurzaamheid en milieubescherming; naast het schrappen van vleesverkoop richtte men zich ook op het beperken van wegwerpartikelen en elektriciteitsverbruik.

### Oostenrijk
In Oostenrijk worden er Veganmania-festivals gehouden in:
- Graz[21]
- Innsbruck[22]
- Wenen (twee keer per jaar).[23] In 2014 bouwde het festival van Wenen het grootste gebakken vegan ei ter wereld.[24]

### Polen
In Polen organiseert de vereniging Otwarte Klatki ('Open Kooien') Veganmania-festivals in verscheidene steden:
- Gdańsk[25]
- Katowice[26]
- Krakau[27]
- Łódź[28]
- Lublin[27]
- Opole[29]
- Poznań[27]
- Warschau[27]
- Wrocław[27]

In Polen is Veganmania tot dusver in 8 grote steden gehouden; de Łódź-editie van 2019 trok meer dan 3.000 bezoekers.
Daarnaast was er in 2019 ook een Vegetarisch Culinair Festival in Poznań.

### Servië
- Belgrado. Het BeGeVege Festival is het oudste veganistische festival van Servië. Het wordt sinds 2015 jaarlijks gehouden op het Nikola Pašićplein en wordt georganiseerd door dierenrechtenvereniging "Sloboda za životinje" ("Vrijheid voor dieren").

### Tsjechië
- Fluff Fest is een onafhankelijk hardcore punk festival dat altijd in juli wordt gehouden in Rokycany in Tsjechië. Het is volledig vegan en de catering wordt verzocht door de lokale dierenrechtenorganisatie Svoboda zvířat ("Dierenvrijheid").[30]
- Obscene Extreme is een jaarlijks extreme metal muziekfestival dat sinds 1999 op haar festivalterrein exclusief vegetarisch en veganistisch voedsel aanbiedt.[31]

### Verenigd Koninkrijk

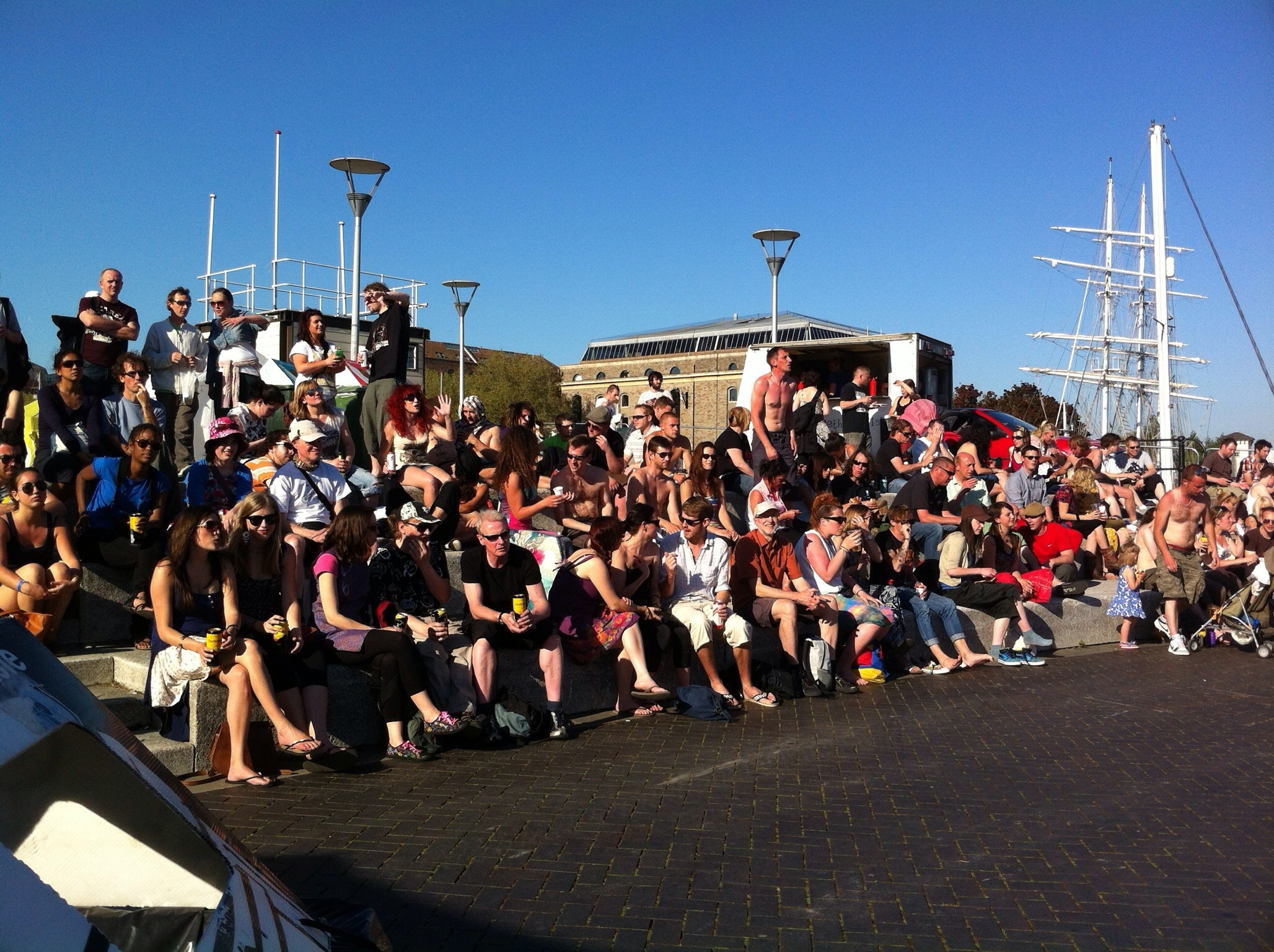
Publiek op VegFest Bristol 2012

VegfestUK is een jaarlijks vegan foodfestival dat sinds 2013 in verscheidene Britse steden wordt gehouden.
- Brighton[32]
- Bristol sinds 2013[32]
- Edinburgh (onderdeel van het Edinburgh Festival Fringe) sinds 2015[32]
- Glasgow (onderdeel van het The Only Way Is Ethics festival) sinds 2015[32]
- Londen. De editie van 2016 trok meer dan 9.000 bezoekers.[33] Tijdens de coronapandemie werd het VegfestUK Summerfest Online 2020 gehouden.

### Verenigde Staten

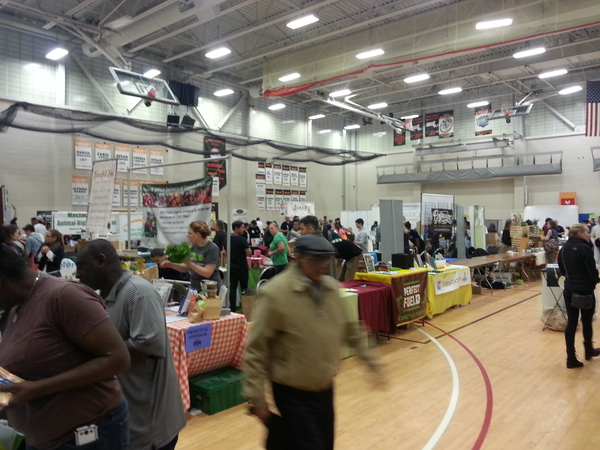
Boston Vegetarian Food Festival 2014

- Long Beach, Californië. Het jaarlijkse Long Beach Vegan Food & Music Festival, georganiseerd door Edward Yniguez en Kawani Brownwas, werd voor het eerst gehouden in 2016.[34] Omdat toegang het eerste jaar gratis was, kwamen er die dag naar verluidt tussen 8.500 en 10.000 mensen opdagen.[34]
- San Diego, Californië. De Vegan Street Fair San Diego Nights werd gehouden op 12 mei 2018 ni Anthem Vegan.[35]
- Portland, Maine. Het Maine VegFest van de Maine Animal Coalition werd op 2 juni 2018 gehouden.[36]
- Boston, Massachusetts. Het Boston Vegetarian Food Festival (BVFF) wordt elk najaar gehouden in het Reggie Lewis Track and Athletic Center in Mission Hill tussen mid-oktober en begin november.[37][38][39] Eerste editie in 1996.[37]
- Detroit, Michigan. V313, Detroit's Vegan Celebration, werd gehouden op 3 maart 2018, georganiseerd en gesponsord door de Plant-Based Nutrition Support Group (PBNSG), VegMichigan en VegSpeedDate en had onder andere Caldwell Esselstyn als spreker.[40][41][42]
- Philadelphia, Pennsylvania. Philadelphia VegFest of Philly VegFest wordt jaarlijks gehouden in Bainbridge Green. In 2015 en 2016 was er geen festival.[43][44]

### Zwitserland
In Zwitserland worden er Veganmania-festivals gehouden in:
- Aarau. Veganmania-festivals in Zwitserland worden sinds 2011 georganiseerd door Swissveg. De editie van 2016 van Veganmania Aarau trok 5.000 bezoekers, waarmee het het grootste vegan festival van Zwitserland is. Eerdere edities werden in Winterthur gehouden, maar wegens ruimtegebrek om de bezoekers te accommoderen koos de organisatie ervoor om het festival naar Aarau te verplaatsen.[45][46]
- Gossau (Sankt Gallen). De Gossause Veganmania, ook georganiseerd door Swissveg, werd voor het eerst gehouden in 2017, toen met 60 stands.[47]